# Discordichthyiformes
I discordittiformi (Discordicthyiformes) sono un ordine di pesci ossei estinti, appartenenti agli attinotterigi. Vissero tra il Permiano medio e il Permiano superiore (circa 268 - 254 milioni di anni fa) e i loro resti fossili sono stati ritrovati in Europa orientale.

## Descrizione
Questi pesci erano generalmente di piccole dimensioni e non superavano i 20 centimetri di lunghezza. Erano dotati di un muso arrotondato e di grandi denti conici. Una caratteristica dei discordittiformi era la presenza di due spine della pinna dorsale, e alcuni generi erano dotati di spine addominali. Le pinne pettorali erano parzialmente racchiuse in uno scudo osseo. La copertura di scaglie della regione anteriore e superiore del corpo era formata da scaglie alte e sovrapposte. Erano presenti una o più file di scaglie allungate e sovrapposte con simmetria longitudinale poste lungo la linea mediana del corpo. Il resto della superficie del corpo era ricoperto da piastre ossee. Le ossa dermiche del cranio, le scaglie e le spine delle pinne erano ornamentate con tubercoli cavi di ganoina.

## Classificazione
I discordittiformi sono un enigmatico gruppo di pesci attinotterigi, dall'incerta collocazione sistematica. Sono noti esclusivamente per fossili ritrovati in varie zone della Russia europea, in terreni risalenti al Permiano medio e superiore. I primi fossili rinvenuti (elementi scheletrici isolati) vennero riferiti ai platisomiformi, un gruppo di pesci attinotterigi dal corpo alto e discoidale; altri ritrovamenti più completi diedero luogo a successive ricerche, iniziate negli anni '80, che permisero infine di riconoscere un nuovo ordine di pesci, i Discordichthyiformes, comprendente l'unica famiglia Discordichthyidae, con i generi Discordichthys, Mutovinia, Geryonichthys e Mamulichthys. 